# Saraiella andalusica
Saraiella andalusica är en tvåvingeart som beskrevs av Wagner 1979. Saraiella andalusica ingår i släktet Saraiella och familjen fjärilsmyggor. Inga underarter finns listade i Catalogue of Life.